# 미드서식스

미드서식스의 위치

미드서식스(영어: Mid Sussex)는 잉글랜드 웨스트서식스주에 위치한 비도시 자치구로 중심 도시는 헤이워즈히스이며 인구는 144,377명(2014년 기준), 면적은 334.02km2이다.